# Robert de Launay
Pour les articles homonymes, voir Launay.
Ne doit pas être confondu avec Robert Delaunay.
Robert de Launay (1749-1814) est un graveur français.

## Biographie
Né à Paris en 1749, fils de Simon-Guillaume de Launay et Madeleine Paulmier, Robert est le frère cadet du graveur du roi, Nicolas de Launay, qui lui enseigne l'art de la gravure. Il pratique entre autres la taille douce.
Le 17 mai 1785, il épouse Marie-Julie Linard, fille de Jacques-Germain Linard, ancien officier des colonies françaises ; sont témoins son frère, ainsi que les graveurs Clément-Pierre Marillier et Heinrich Guttenberg.
Il meurt à Paris le 20 avril 1814, âgé de 65 ans, à son domicile parisien, au 151 de la rue Saint-Jacques. Son épouse Julie, graveuse, poursuivit l'activité de son époux.

## Œuvre
On compte, outre ses pièces de genre qui sont d'interprétation, une vingtaine de portraits et des vignettes, entre autres d'après Marillier, destinées à des ouvrages illustrés. Il signe souvent ses estampes « Delaunay le J.[eune] », ce qui permet de le distinguer de son frère aîné.  

### Travaux collectifs
- Monument du costume, Paris, 1777.
- Collection de cent-vingt estampes... Cabinet de Monsieur Poullain, Paris, Basan et Poignant, 1781.
- Galerie du Palais Royal, Paris, 1786 et suiv.
- Le Cabinet du duc de Choiseul
- Le Musée français
- Les campagnes d'Italie

### Choix d'estampes
D'après Aubry :
- Les Adieux de la nourrice
- La Reconnaissance de Fonrose

D'après Antoine Borel :

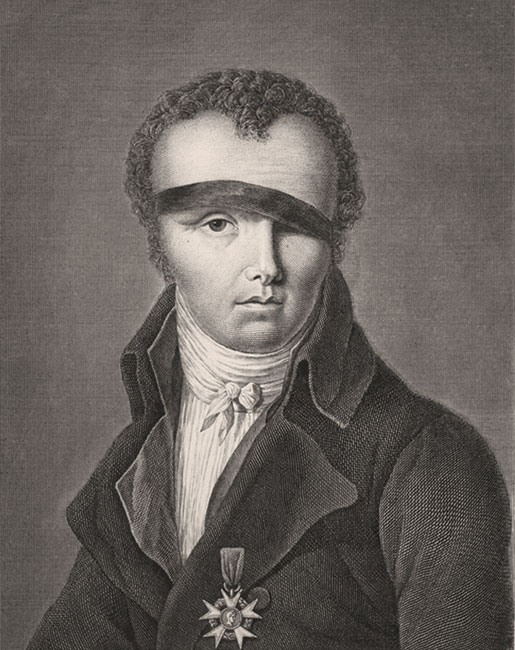
Portrait gravé de Nicolas-Jacques Conté d'après Roehn.

- Le Mariage conclu et Le Mariage rompu, deux estampes, d'après Aubry
- J'y passerai, 1785
- Mort de Mirabeau, allégorie

D'après Jean-Florentin De Fraine :
- Traité de charité

D'après Fragonard :
- La Cachette découverte (l'Armoire)

D'après Greuze :
- Le Malheur imprévu (autre titre : Le Miroir brisé)

D'après Lavreince :
- Les soins mérités

D'après Jean-Jacques Le Barbier :
- Bain publics de femmes mahométanes

D'après Moreau :
- Les Adieux, 1777

D'après Van Gorp :
- C'est papa, commencée par Nicolas de Launay